# Anet (bibliotheeknetwerk)
Anet is een bibliotheeknetwerk van een twintigtal wetenschappelijke bibliotheken in de regio Antwerpen en Limburg. Al deze bibliotheken maken gebruik van Brocade Library Services (kortweg Brocade) als bibliotheeksysteem. Brocade is een volledig geïntegreerd en web-gebaseerd systeem, ontwikkeld door de Universiteit Antwerpen sinds 1998. De catalogus van het Anet-netwerk telt circa 2,5 miljoen records.

## Geschiedenis
Anet is ontstaan medio jaren tachtig. Bij de start maakten vijf instellingen deel uit van het Anet-netwerk:
- drie universitaire instellingen: UIA, RUCA, UFSIA (nu Universiteit Antwerpen)
- Stadsbibliotheek Antwerpen (nu Erfgoedbibliotheek Hendrik Conscience)
- LUC (nu UHasselt)

Het netwerk is ontstaan vanuit de idee om automatisering gemeenschappelijk aan te pakken door het delen van de kosten en het maken van een collectieve catalogus met gemeenschappelijke regels voor catalogisering.
Het Anet-automatiseringsteam zorgt voor de ICT-ondersteuning. Bij de start werden de bibliografische beschrijvingen gemaakt op microfiches (offline). 
Als software werd aanvankelijk VUBIS gebruikt. Vanaf 2000 schakelde men over op Brocade, ontwikkeld door de Universiteit Antwerpen.

## Partners
De volgende bibliotheken maken deel uit van het Anet-netwerk (situatie januari 2020):
- Academische bibliotheken
  - Universiteit Antwerpen
  - Universiteit Hasselt
  - AP Hogeschool Antwerpen
  - Karel de Grote Hogeschool
  - Antwerp Maritime Academy
- Speciale bibliotheken in Antwerpen Centrum
  - Erfgoedbibliotheek Hendrik Conscience
  - Museum Plantin-Moretus
  - Rubenianum
  - Documentatiecentrum Middelheimmuseum
  - Scheepvaartbibliotheek
  - Etnografische bibliotheek
  - Letterenhuis
  - Bibliotheek Felix Archief
  - Vakbibliotheek Den Bell
  - Collectiebeleid Antwerpen Kunstenstad - Vakbibliotheek
  - Museum aan de Stroom
  - Museum Fritz Mayer van den Bergh
  - Red Star Line Museum
  - Museum Vleeshuis - Vakbibliotheek
  - Documentatiecentrum Antwerpse Noorderpolders
- Andere speciale bibliotheken
  - Bibliotheek Museum Schone Kunsten – Antwerpen
  - Stedelijke Erfgoedbibliotheek en Stadsarchief Mechelen
  - Bibliotheek Orde van Advocaten – Antwerpen
  - Theologisch en Pastoraal Centrum – Antwerpen
  - Iedereen Leest
  - Koninklijke Apothekersvereniging van Antwerpen
  - Abdij van Tongerlo
  - IPIS - International Peace Information Service
  - RoSa

## Anet-catalogus
De catalogus van Anet bevat alle beschrijvingen van de collecties van de meer dan twintig bibliotheken die partner zijn van Anet. Daarnaast zijn ook alle beschrijvingen van Antilope opgenomen in de Anet-catalogus.
| Anet 2024     | 2.978.913 records | 4.910.047 objecten |
| Antilope 2024 | 205 participanten | 376.232 titels     |